# Константінос Георгакопулос
Константінос Георгакопулос (грец. Κωνσταντίνος Γεωργακόπουλος; 26 грудня 1890 — 26 липня 1973) — грецький юрист, політик та прем'єр-міністр.

## Життєпис
Народився в Триполі, вивчав право в Афінському університеті. 1915 став суддею військового суду. 1923 залишив військову юридичну систему в чині полковника. Після цього, до 1951 року, читав лекції з права в альма-матер.
1928 року вступив до лав Народної партії. З листопада 1935 до серпня 1936 року займав пост секретаря в кабінетах Константіноса Демердзиса та Іоанніса Метаксаса. З серпня 1936 до листопада 1938 року обіймав посаду міністра національної освіти і релігії в уряді Метаксаса.
1948 очолив грецьке відділення Червоного Хреста.
Навесні 1958 отримав пост прем'єр-міністра країни, а також міністра внутрішніх справ.